# 27 v.Chr.

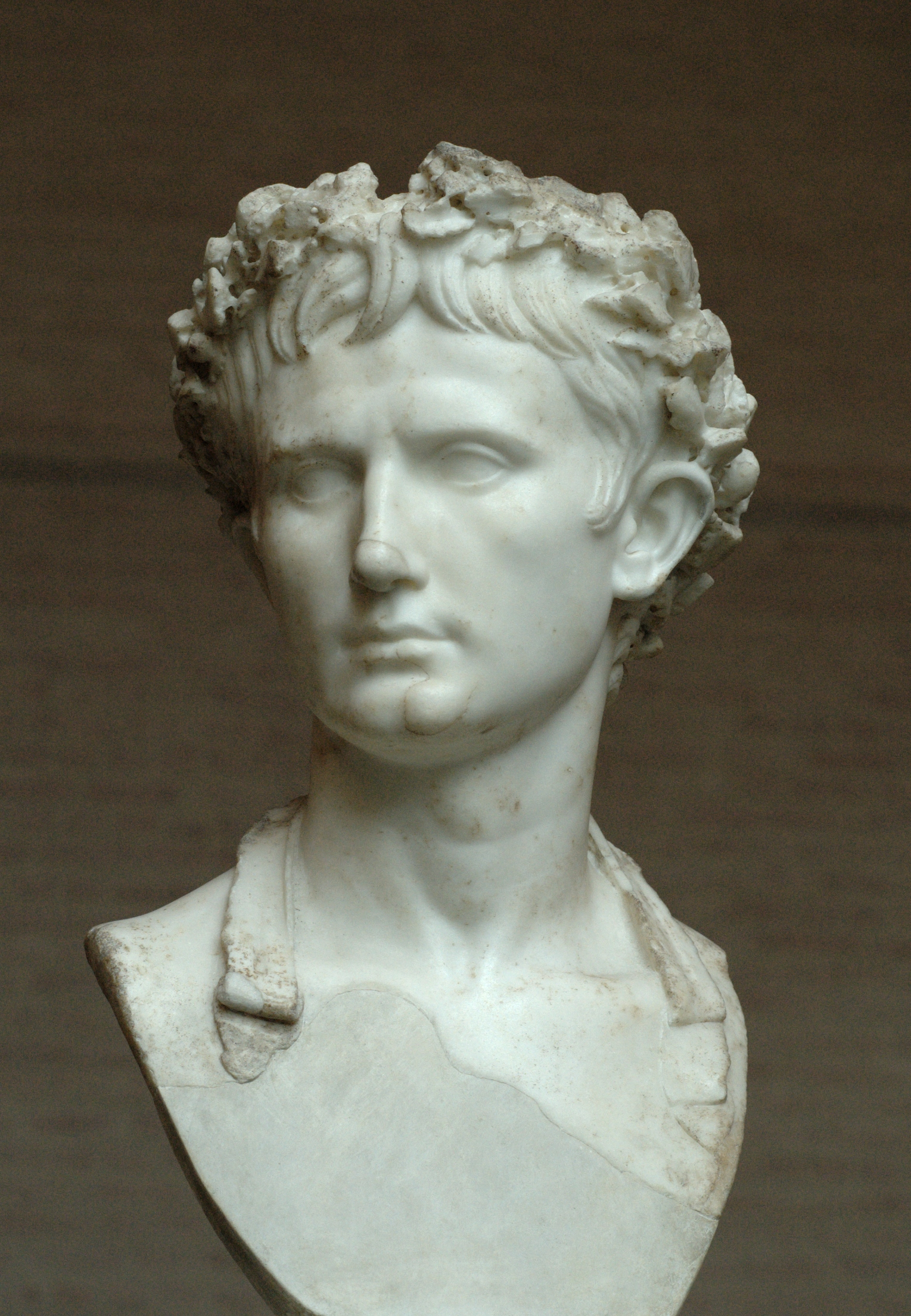
Imperator Caesar Augustus

Het jaar 27 v.Chr. is een jaartal in de 1e eeuw v.Chr. volgens de christelijke jaartelling.

## Gebeurtenissen

### Romeinse Rijk
- In Rome wordt de 35-jarige Gaius Julius Caesar Octavianus voor de zevende maal gekozen tot consul van het Imperium Romanum.
- 16 januari - Octavianus draagt officieel zijn bevoegdheden over aan de Senaat, hij wordt benoemd tot princeps en vereerd met de titel Augustus ("De Verhevene").
- Begin van de Julisch-Claudische dynastie (27 v.Chr. - 68): Augustus laat op het Marsveld een zonnewijzer (gnomon) oprichten, een obelisk verscheept vanuit Heliopolis (Egypte).
- Marcus Vipsanius Agrippa laat onder zijn consulschap het Pantheon bouwen.
- Einde van de Romeinse Republiek: Keizer Augustus voert hervormingen door, de veterani (± 100.000 man) krijgen eervol ontslag en het Romeinse leger wordt gereorganiseerd.
- In het imperium worden 23 legioenen gestationeerd, de pretoriaanse garde wordt opgericht.
- Augustus vormt de Classis Misenensis aan de Tyrreense Zee, met als marinehaven "Porticus Julius" bij Misenum.
- Vlooteenheden (vexillationes) worden gevestigd in Centumcellae, Ostia, en Pozzuoli.
- Zomer - Augustus voert een inspectiereis door het noordwestelijk deel van zijn rijk, hij reorganiseert het staatsbestuur in Gallië en Hispania. Zo wordt Tarraco de hoofdstad van Hispania Citerior.
- De Augusteïsche staatsvorm en het muntrecht van de provinciae in het Keizerrijk worden gemonopoliseerd. In Rome wordt het mausoleum van Caesar Augustus voltooid.

### Egypte
- Bij een zware aardbeving wordt de Tempel van Karnak verwoest.

## Geboren
- Lucius Arruntius, Romeins consul en staatsman (overleden 37)

## Overleden
- Marcus Terentius Varro, Romeins geleerde en bibliothecaris van Julius Caesar